# Diego Corpache
Diego Fernando Corpache (Buenos Aires, 21 maggio 1975) è un allenatore di calcio ed ex calciatore argentino con cittadinanza italiana, di ruolo difensore.

## Carriera

### Club
Ha giocato nella massima serie dei campionati argentino e finlandese, e nella seconda divisione argentina.

## Palmarès

### Giocatore

#### Club

##### Competizioni nazionali
- Campionato finlandese: 1

Inter Turku: 2008
- Liigacup: 1

Inter Turku: 2008